# Pedro Antonio Sánchez
Pour les articles homonymes, voir Pedro Sánchez (homonymie) et Sánchez.
Pedro Antonio Sánchez López, né le 30 janvier 1976 à Puerto Lumbreras, est un homme politique espagnol, membre du Parti populaire (PP).
Il est président de la région de Murcie entre 2015 et 2017.

## Biographie

### Très jeune directeur général
Fils de commerçants de Puerto Lumbreras, il s'inscrit à l'université de Grenade, afin d'y étudier les sciences politiques et la sociologie. Il obtient sa licence, puis revient en région de Murcie en 1999 pour devenir directeur général de la Jeunesse au département de la Présidence du gouvernement régional.

### Maire à moins de trente ans
À l'occasion des élections municipales du 25 mai 2003, il mène la liste du PP dans sa ville natale et se voit donc relevé de ses fonctions administratives. Totalisant 51,5 % des voix et 9 élus sur 17, Pedro Antonio Sánchez est investi maire de Puerto Lumbreras à 27 ans, le 14 juin suivant. Lors du scrutin du 27 mai 2007, il confirme son implantation avec un résultat de 67,9 % des suffrages exprimés, soit 12 conseillers municipaux.
Il est nommé vice-secrétaire général à l'Organisation et aux Relations institutionnelles du Parti populaire de la région de Murcie (PPRM) lors du congrès de 2008, puis il remporte un facile troisième mandat le 22 mai 2011, sa liste recueillant 67,7 % des voix et à nouveau 12 sièges.
Il est parallèlement élu député à l'Assemblée régionale, dont il est choisi comme deuxième vice-président.

### Membre du gouvernement régional
Le 24 juillet 2013, le président de la Région, Ramón Luis Valcárcel, le nomme dans son gouvernement, comme conseiller à l'Éducation, à l'Enseignement supérieur et à l'Emploi. Il doit alors immédiatement quitter son mandat municipal. Lorsque Alberto Garre prend la suite de Valcárcel, en 2014, il désigne Sánchez au poste de conseiller à l'Éducation, à la Culture et à l'Enseignement supérieur.

### Président de la région de Murcie

#### Investiture
Le PPRM l'investit le 5 mars 2015 chef de file pour l'élection régionale, convoquée le 24 mai suivant. Au cours de ce scrutin, la formation conservatrice doit se contenter de 37,4 % des voix et 22 députés sur 45. Pour la première fois depuis sa victoire de 1995, le PPRM perd donc sa majorité absolue.
Ayant négocié le soutien du parti de centre droit Ciudadanos (Cs) et après deux jours de débat parlementaire, Pedro Antonio Sánchez est investi le 30 juin suivant président de la région de Murcie par 26 voix contre 19.

#### Démêlés judiciaires
Il est mis en cause le 13 février 2017, par l'Audience nationale dans le cadre de l'« affaire Punica » (en espagnol : Caso Púnica) pour « fraude », « corruption » et révélation d'informations secrètes, au sujet de contrats publics passés comme conseiller à l'Éducation du gouvernement autonomique et qui lui auraient en réalité personnellement servi. À peine une semaine après, le tribunal supérieur de justice le convoque pour le 6 mars dans l'« affaire de l'auditorium » (en espagnol : Caso Auditorio), pour « malversation », « fraude » et « faux en écriture », au sujet de la construction d'un auditorium lorsqu'il était maire de Puerto Lumbreras.
Dès le lendemain, le président de Ciudadanos, Albert Rivera, demande au PP la démission de Sánchez et son remplacement, en vertu de l'accord d'investiture qui prévoit que tout responsable autonomique doit démissionner en cas de mise en examen. À la sortie du tribunal, il explique ne pas être « formellement mis en examen », puisqu'il faut attendre la fin de l'instruction judiciaire pour que cela soit le cas, donc qu'il ne remet pas en cause l'accord d'investiture. Ainsi, le Parti socialiste ouvrier espagnol (PSOE) engage le 8 mars une série de contacts avec Podemos et Ciudadanos en vue de déposer une éventuelle motion de censure.

#### Menace d'une motion de censure
En dépit de ces difficultés et mises en cause, Pedro Antonio Sánchez reçoit le 18 mars le soutien du coordonnateur général du PP, Fernando Martínez-Maíllo, et est élu président du PPRM par 93,5 % des suffrages exprimés, soit 892 voix sur 929.
Le Parti socialiste dépose le 24 mars une motion de censure à son encontre et reçoit le soutien de Ciudadanos à la condition que l'Assemblée régionale soit dissoute dans les six mois. Le 3 avril, le juge d'instruction de l'affaire Punica demande officiellement que Pedro Antonio Sánchez soit mis en examen (en espagnol : imputado) pour « fraude », « corruption » et « révélation d'informations secrètes ».

### Démission
Sánchez annonce le 4 avril qu'il a remis sa démission de la présidence de la Région à la présidente de l'Assemblée régionale, et que ses fonctions seront occupées par intérim par María Dolores Pagan, conseillère à la Présidence du gouvernement autonomique, après une demande en ce sens exprimée par la direction nationale du Parti populaire. Il propose au comité directeur du PPRM de désigner pour lui succéder Fernando López Miras, deuxième secrétaire de l'Assemblée, tandis qu'il conserve la présidence de la fédération régionale du parti. Ciudadanos fait alors savoir qu'il compte renégocier son accord avec le PP avant de voter l'investiture du futur chef de l'exécutif autonomique. Le 22 avril, il est relevé de ses fonctions par décret royal.
Lors d'un entretien à La Verdad de Murcia le 27 septembre, il annonce qu'il met un terme à sa vie politique : il renonce ainsi à son mandat de député autonomique et à la présidence régionale du Parti populaire. Il affirme agir ainsi « non par volonté propre » mais parce que ses adversaires « ont mené un sale jeu ». Il reçoit un hommage appuyé de la direction régionale du PP tandis que la direction nationale maintient le silence.
Le 6 mars 2023, l'audience provinciale de Murcie le reconnaît coupable, dans l'affaire de l'auditorium de Puerto Lumbreras, des chefs de prévarication et faux en écriture. Elle le condamne à trois ans d'emprisonnement, 3 600 € d'amende, et dix-sept ans et trois mois d'interdiction d'exercer un emploi public.